# Dan Malloy
Dannel Patrick "Dan" Malloy (født 21. juli 1955 i Stamford, Connecticut) er en amerikansk politiker. Han var den 88. guvernør for den amerikanske delstat Connecticut fra 2011-19. Fra 1995 til 2009 var han borgmester i hjembyen Stamford.  Han er medlem af det Demokratiske parti.
I 2004 blev Malloy den første kandidat til at annoncere sit bud på det Demokratiske Partis nominering til guvernør i Connecticut. Malloy tabte i primærvalget til New Havens borgmester John DeStefano, Jr.. DeStefano tabte i 2006 guvernørvalget til republikaneren M. Jodi Rell.
Dan Malloy stillede 4 år senere igen op til demokraternes primærvalg, om at blive partiet kandidat til guvernørvalget i slutningen af 2010.  Han vandt det Demokratiske partis primærvalg over modkandidaten Ned Lamont, med 58& af stemmerne. Dan Malloy vandt 2. november 2010 guvernørvalget over sin republikanske modkandidat Thomas C. Foley med en margen på 1.56% af stemmerne. Malloy blev 5. januar 2011 taget i ed som Connecticuts 88. guvernør, hvor han afløste M. Jodi Rell fra det Republikanske parti.
Dan Malloy er uddannet advokat fra Boston College Law School.
Malloy har siden 1982 været gift med Cathy Malloy, og de har sammen 3 børn.